# Mike James (basket-ball, 1990)
Pour les articles homonymes, voir Mike James.
Ne doit pas être confondu avec Mike James (basket-ball, 1975).
	Michael "Mike" Perry James, né le 18 août 1990 à Portland dans l'Oregon, est un joueur américain de basket-ball évoluant aux postes de meneur et d'arrière, et mesurant 1,85 m.
MVP de la saison régulière de l'Euroligue lors de la saison 2023-2024, il est le premier joueur à dépasser la barre des 5 000 points dans cette compétition.

## Carrière
Mike James entre au community college d'Eastern Arizona (en) où il peut allier ses études au basket-ball.
Elles se poursuivent avec son entrée à l'université Lamar, et il intègre l'équipe des séniors, les Cardinals de Lamar. C'est en 2012 qu'il se consacre entièrement au basket-ball en intégrant le club croate du KK Zagreb pour y être joueur à plein temps. Son contrat ne dure qu'une seule année (2012-2013).
L'année d'après, il s'engage avec le club Italien du Fulgor Omegna (it) où il réalise une très bonne saison. Il tourne à une moyenne de 23 points, une évaluation de 23 pour 27 matchs joués.
Il enchaîne ensuite avec le club grec du Kolossos Rhodes où il ne reste que pour sa saison de 2014-2015. En décembre 2014, il s'engage avec le club espagnol Saski Baskonia qui le signe en cours de saison pour une année et demie (courant 2014-2016) où il découvre ainsi l'Euroligue.
Mike James commence la saison 2017-2018 avec les Suns de Phoenix en tant que two-way contract. Il devient assigné uniquement aux Suns en décembre 2017 mais est licencié quelques jours plus tard. Il rejoue avec les Pelicans de La Nouvelle-Orléans en janvier 2018, mais est licencié en février. Il signe ensuite un contrat jusqu'à la fin de la saison avec le Panathinaïkos.
En juillet 2018, il signe avec l'Olimpia Milan, pour un contrat de deux ans avec une année en option et 5,9 millions d'euros,.
Le 1er août 2019, après avoir négocié un buy-out avec l'Olimpia Milan, il s'engage pour une saison avec le CSKA Moscou.
En juin 2020, James et le CSKA Moscou signent un contrat de trois ans. 
Le 17 septembre 2021, il s'engage avec Monaco qui évolue dans le championnat de France et en Euroligue. Devenant le leader technique de l'équipe, Mike James bénéfice d'un salaire estimé à 2,5 millions d'euros,. Il contribue à qualifier Monaco pour les quarts de finale de l'Euroligue. Malgré 24 points et 10 passes décisives de James, Monaco s'incline au 5e match décisif contre l'Olympiakos du Pirée et est éliminé de la compétition.
Lors de la saison suivante, il contribue à qualifier son club pour le final four de l'Euroligue à Kaunas. En demi-finale, Monaco affronte à nouveau l'Olympiakos et est battu 62 à 76.
En décembre 2023, dans une rencontre face au Žalgiris Kaunas, James devient le troisième meilleur marqueur de l'histoire de l'Euroligue en dépassant le total de 4 152 points de Juan Carlos Navarro,.
Le 7 mars 2024, dans une victoire face à l'Étoile rouge de Belgrade, il devient le meilleur marqueur de l'histoire de l'Euroligue, dépassant Vasílios Spanoúlis et son total de 4 455 points.
Le 14 mai 2024, Mike James reçoit le titre de MVP de la saison régulière d'Euroligue 2023-2024. Il marque de ce fait l'histoire du basket-ball français en devenant le premier joueur de l'histoire évoluant dans le championnat français à remporter ce titre. C'est aussi le deuxième Américain à devenir MVP d'Euroligue après Anthony Parker. Toutefois, l'AS Monaco termine la compétition lors du match 5 des quarts de finale face à Fenerbahçe, le meneur étant limité à 13 points et 4,8 passes dans la série contre le club turc.
Le 14 juin 2024, après avoir été champion de France (pour la seconde année consécutive) et élu MVP des finales, James et l'AS Monaco prolongent le contrat qui les lie de trois saisons. Il est ainsi lié avec le club jusqu'en 2027.
Lors de la phase régulière de la saison 2024-2025 de l'Euroligue, Mike James devient le premier à dépasser la barre des 5 000 points, le 6 février 2025. Il figure dans le deuxième cinq majeur de la compétition. Monaco atteint la finale de l'Euroligue mais s'incline contre le Fenerbahçe sur le score de 70 à 81 malgré 17 points de Mike James à 4 sur 12 au tir.

## Palmarès

### En club
Panathinaïkos :
- Vainqueur de la Coupe de Grèce 2017
- Champion de Grèce 2017, 2018

 Olimpia Milan :
- Supercoupe d'Italie 2018

 CSKA Moscou :
- Vainqueur de la VTB United League en 2020

 Monaco :
- Champion de France en 2023 et 2024
- Vainqueur de la Coupe de France en 2023
- Finaliste de l'Euroligue en 2025
- Troisième place de l'Euroligue en 2023

### Distinctions personnelles

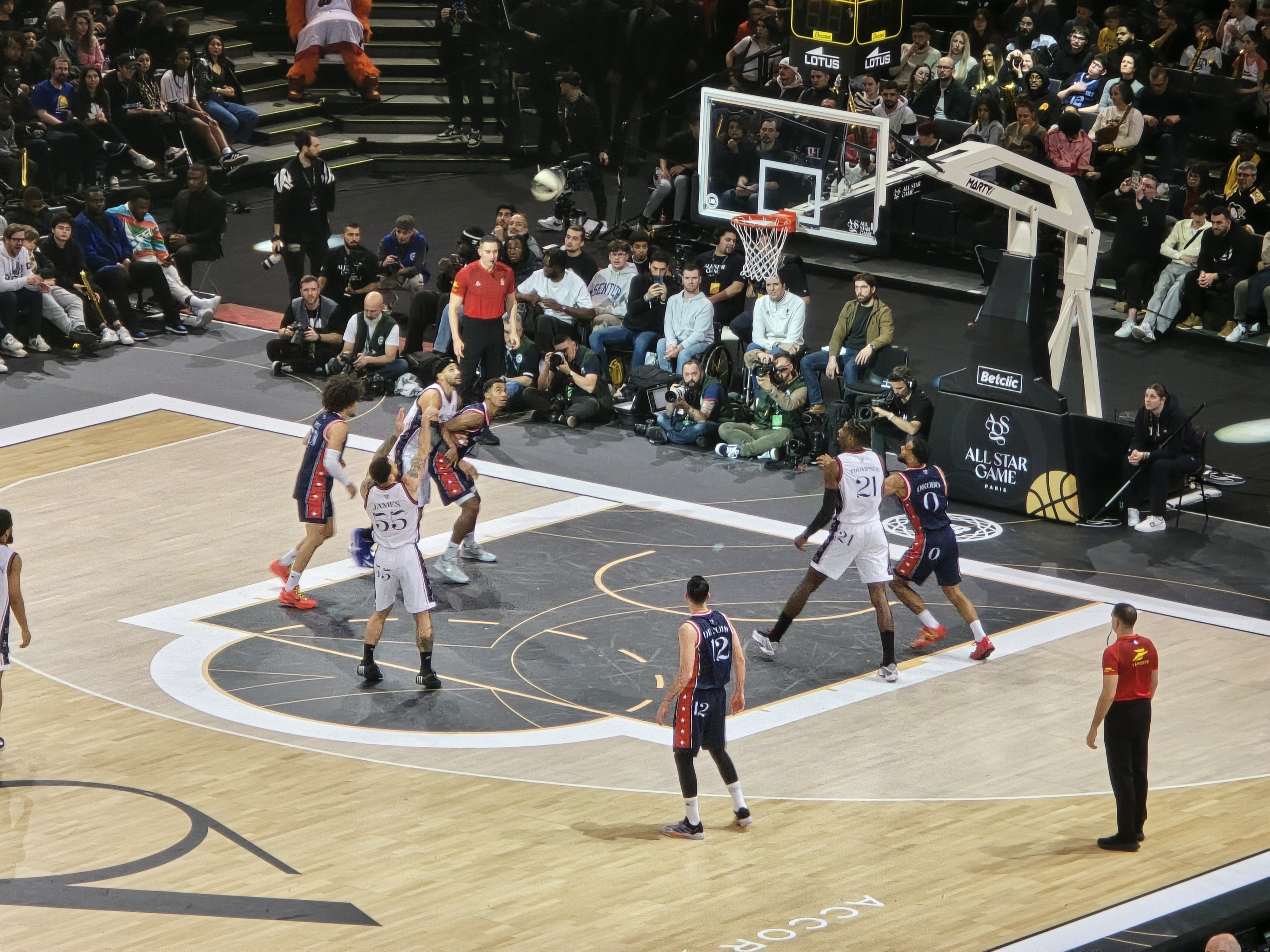
Mike James lors du All-Star Game LNB 2024.

- MVP de la saison régulière d'Euroligue : 2023-2024[21]
- Sélections dans une des équipes-type de la saison d'Euroligue :
  - All-EuroLeague First Team : 2021-2022[22] et 2023-2024[23]
  - All-EuroLeague Second Team : 2022-2023[24] et 2024-2025[19]

- MVP du mois en Euroligue : octobre 2022 et février 2024
- Meilleur marqueur de l'Euroligue (Trophée Alphonso-Ford) : sur la saison 2018-2019[25]
- MVP du All-Star Game LNB 2023[26]
- Meilleur marqueur de l'histoire de l'Euroligue
- MVP des finales du championnat de France en 2024.